# FFH-Gebiet Ruttebüller See
Das FFH-Gebiet Ruttebüller See ist ein NATURA 2000-Schutzgebiet in Schleswig-Holstein im Kreis Nordfriesland in der Gemeinde Aventoft an der deutsch-dänischen Grenze im Naturraum Nordfriesische Marsch. Es hat eine Fläche von 55 ha und besteht aus drei räumlich getrennten Teilgebieten. Das westliche Teilgebiet ist der deutsche Anteil am Ruttebüller See zwischen dem Grenzübergang Fischerhäuser/Ruttebüll im Westen und der Ringswarft im Osten. Das mittlere Teilgebiet liegt westlich von Aventoft zwischen der Wiedau im Norden und der Landesstraße L8 im Süden. Das dritte Teilgebiet liegt nördlich Aventoft zwischen dem Ortsteil Hungerburg im Westen und dem Grenzübergang Aventoft / Uberg im Osten. Die größte Ausdehnung liegt in Ostwestrichtung und beträgt 5,19 km. Die Teilgebiete liegen alle nördlich des südlichen Schutzdeiches zur Wiedau auf deutscher Seite und befinden sich auf Meeresniveau. Die Nordgrenzen der Teilgebiete bilden die Staatsgrenze zwischen dem Königreich Dänemark und der Bundesrepublik Deutschland.

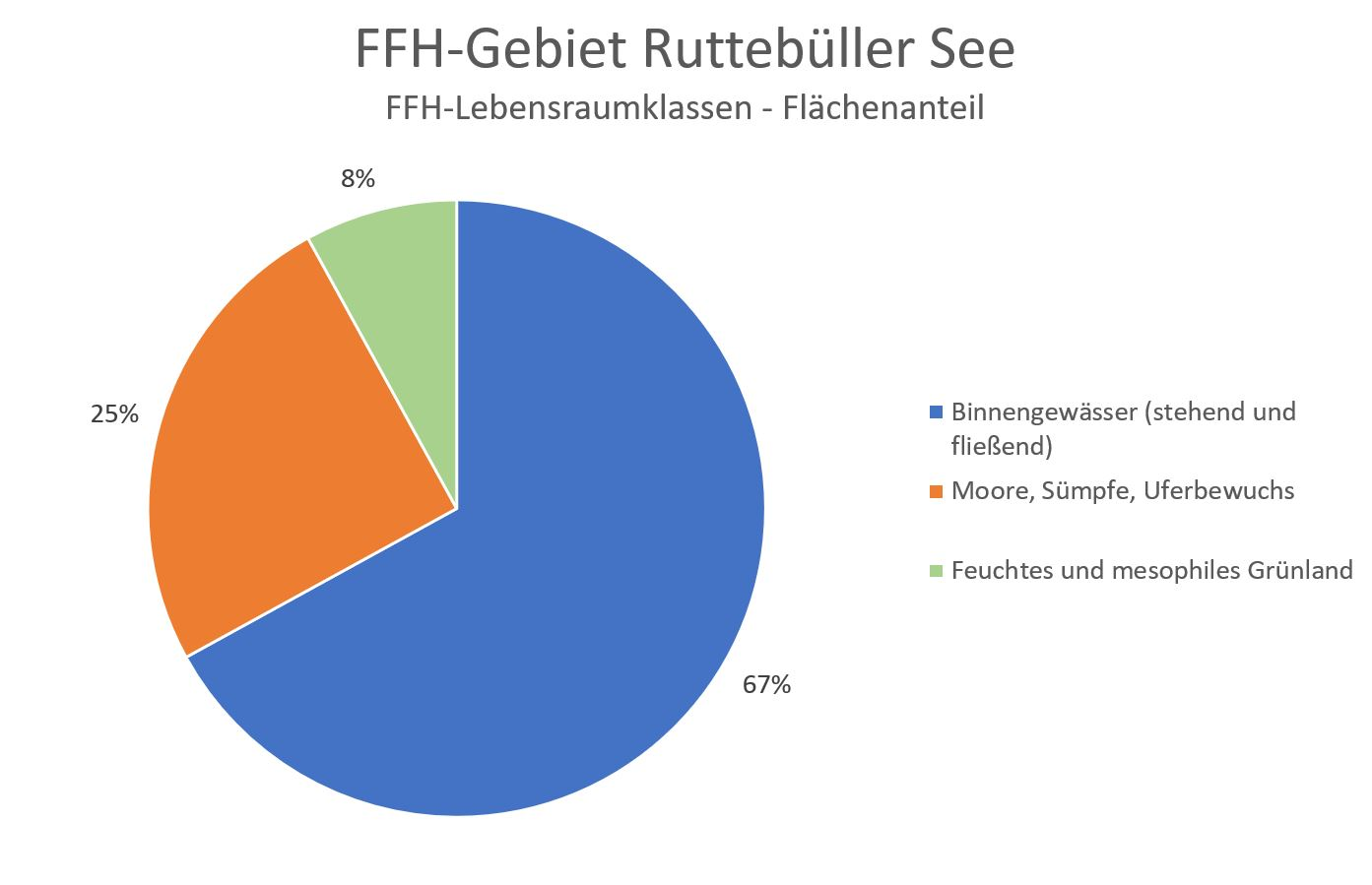
Diagramm 1: FFH-Lebensraumklassen

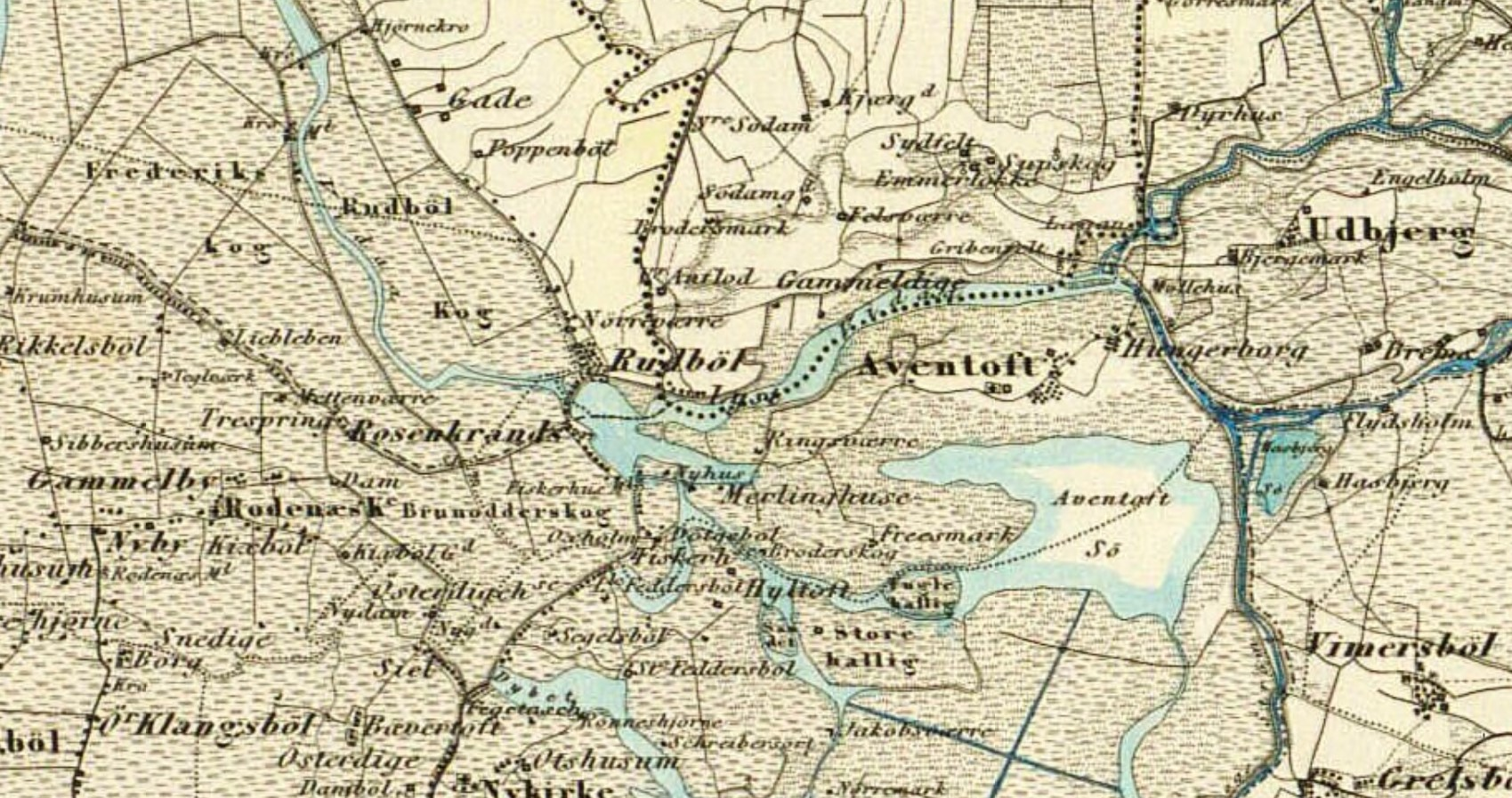
Bild 1: Marschrandseen bei Ruttebüll um 1850

Zwei Drittel des Gebietes ist mit Wasser und ein Viertel mit Sumpf bedeckt. Der Rest besteht aus feuchtem oder mesophilem Grünland, siehe Diagramm 1. Es ist Teil der Wiedauniederung, die auf dänischer Seite weite Teile von Nordschleswig entwässert. Der Wasserstand des Ruttebüller Sees wird über ein Sielbauwerk an der Mündung der Wiedau in die Nordsee geregelt und bietet Schutz gegen Sturmfluten. Der Ruttebüller See ist der Rest eines in früherer Zeit größeren Marschrandsees, wie er in der dänischen Generalstabskarte noch als Aventofter See zu erkennen ist, siehe auch Bild 1. Durch die Entwässerungsmaßnahmen der letzten 150 Jahre ist der größte Teil trockengelegt.

## FFH-Gebietsgeschichte und Naturschutzumgebung
Der NATURA 2000-Standard-Datenbogen (SDB) für dieses FFH-Gebiet wurde im November 1999 vom Landesamt für Landwirtschaft, Umwelt und ländliche Räume (LLUR) des Landes Schleswig-Holstein erstellt, im August 2000 als Gebiet von gemeinschaftlicher Bedeutung (GGB) vorgeschlagen, im November 2007 von der EU als GGB bestätigt und im Januar 2010 national nach § 32 Absatz 2 bis 4 BNatSchG in Verbindung mit § 23 LNatSchG als besonderes Erhaltungsgebiet (BEG) bestätigt. Der SDB wurde zuletzt im Mai 2019 aktualisiert. Der Managementplan für das FFH-Gebiet wurde am 28. November 2017 veröffentlicht.
Das FFH-Gebiet grenzt im Norden unmittelbar an den dänischen Nationalpark Vadehavet. Das westliche und das mittlere Teilgebiet sind Bestandteil des 9612 ha großen am 26. März 2018 gegründeten Landschaftsschutzgebietes Wiedingharder- und Gotteskoog. Das FFH-Gebiet ist ein Schwerpunktbereich des landesweiten Biotopverbundsystems und grenzt am Ruttebüller See an eine Hauptverbundachse zum Schwerpunktbereich Gotteskoog.
Das Gebiet wird nur von wenigen Besuchern begangen. Der Ruttebüller See wird von Anglern genutzt und darf mit Booten befahren werden. Eine Gebietsbetreuung gem. § 20 LNatSchG wurde mit Stand 30. Mai 2021 vom LLUR noch nicht ausgesprochen. Wie in allen FFH-Gebieten gilt auch hier das Verschlechterungsverbot. Die Verlandungsbereiche am Südufer des Ruttebüller Sees stellen ein gesetzlich geschütztes Biotop dar. Im Januar 2019 hat sich der Verein Runder Tisch Naturschutz Nordfriesland e.V. als Zusammenschluss aller am Naturschutz im Kreis Nordfriesland beteiligten Interessenvertreter gegründet. Dieser hat sich auch zum Ziel gesetzt, die Belange des FFH-Gebietes Ruttebüller See zu thematisieren.

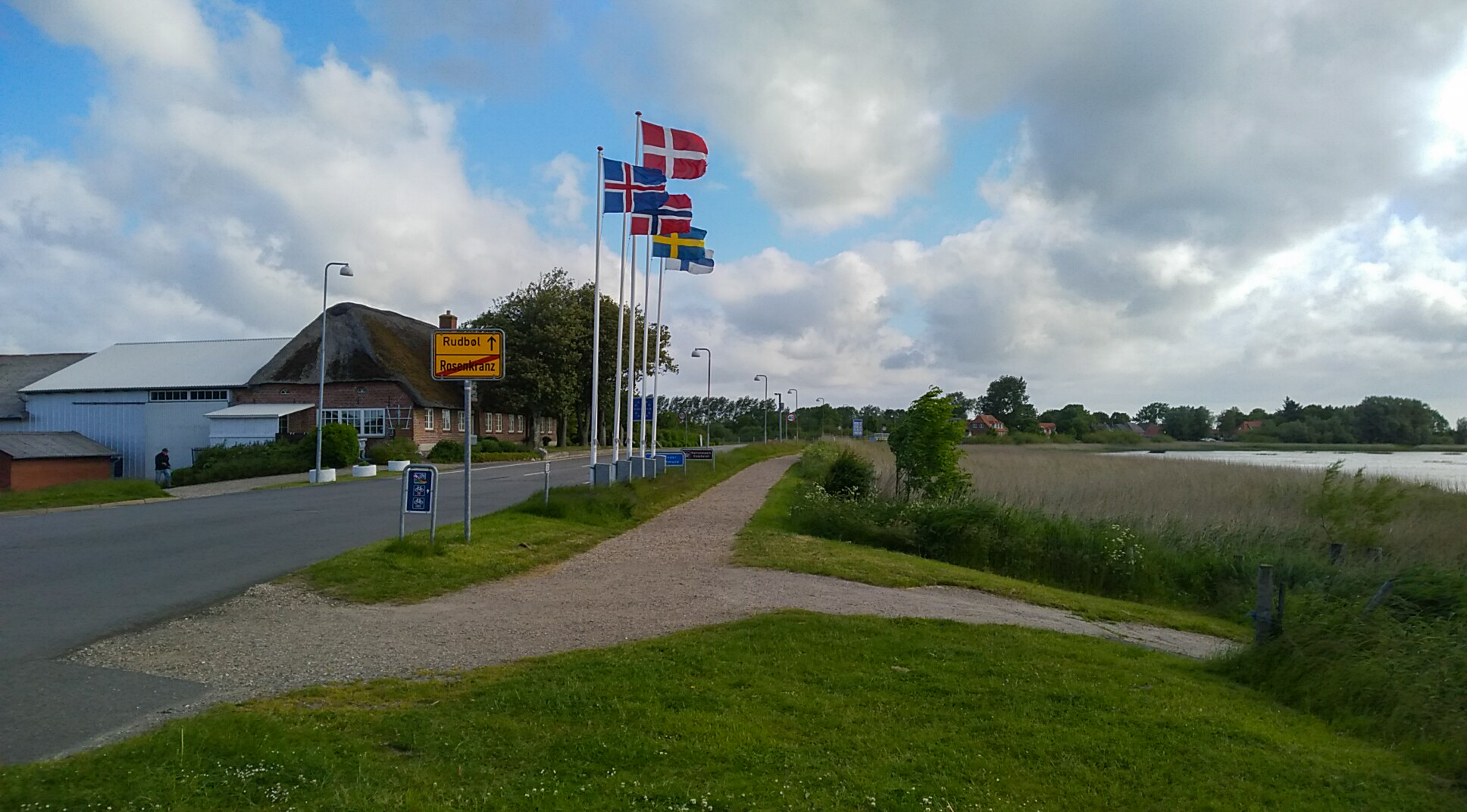
Westufer des Ruttebüller Sees bei Rosenkranz
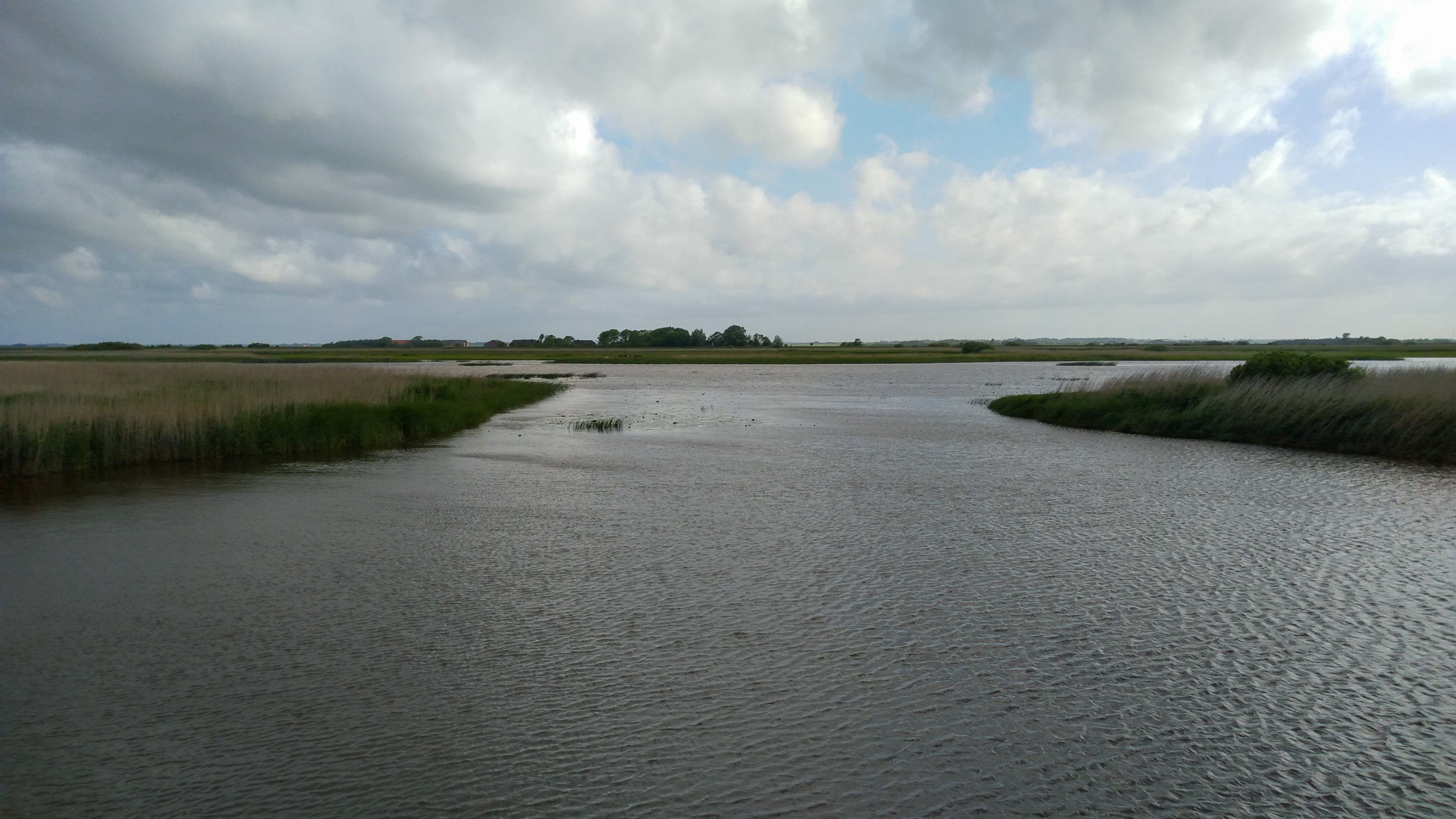
Ruttebüller See am Schöpfwerk Verlath
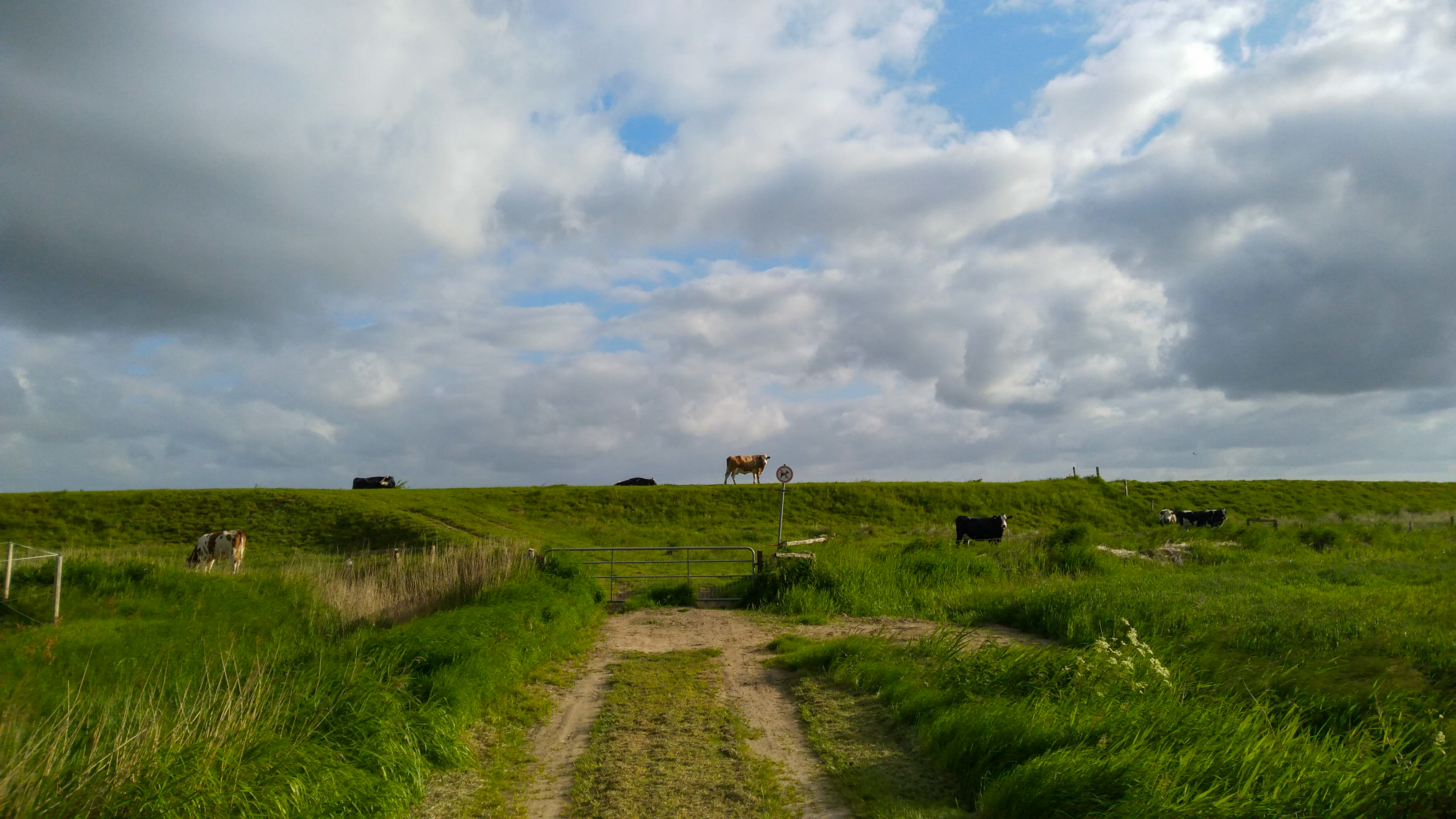
Zugang zum mittleren Teilgebiet bei Carlsmark (Für Besucher gesperrt)
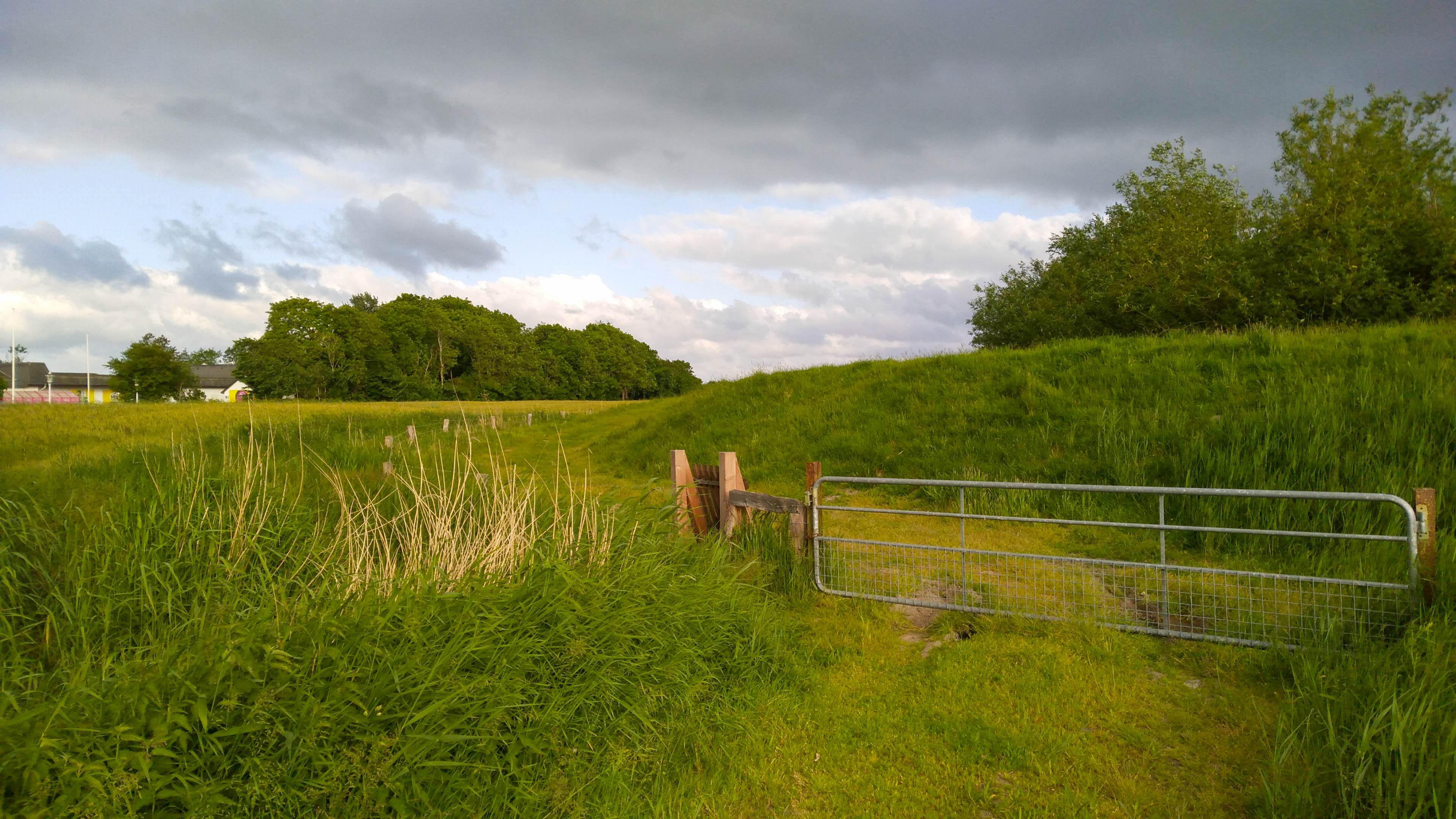
Zugang zum östlichen Teilgebiet beim Parkplatz in Hungerburg
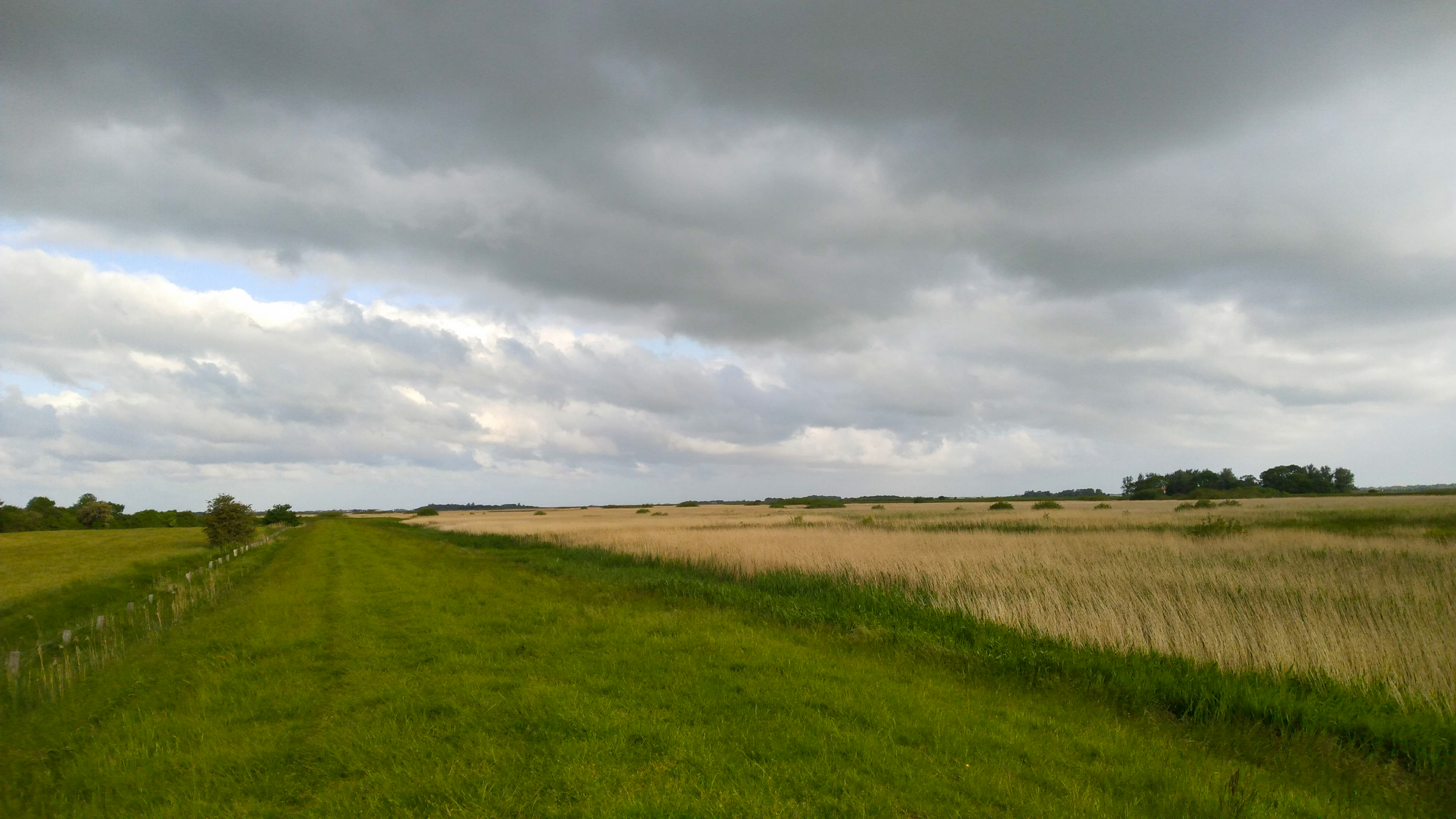
Östlicher Teil des FFH-Gebietes rechts vom Deich

## FFH-Erhaltungsgegenstand

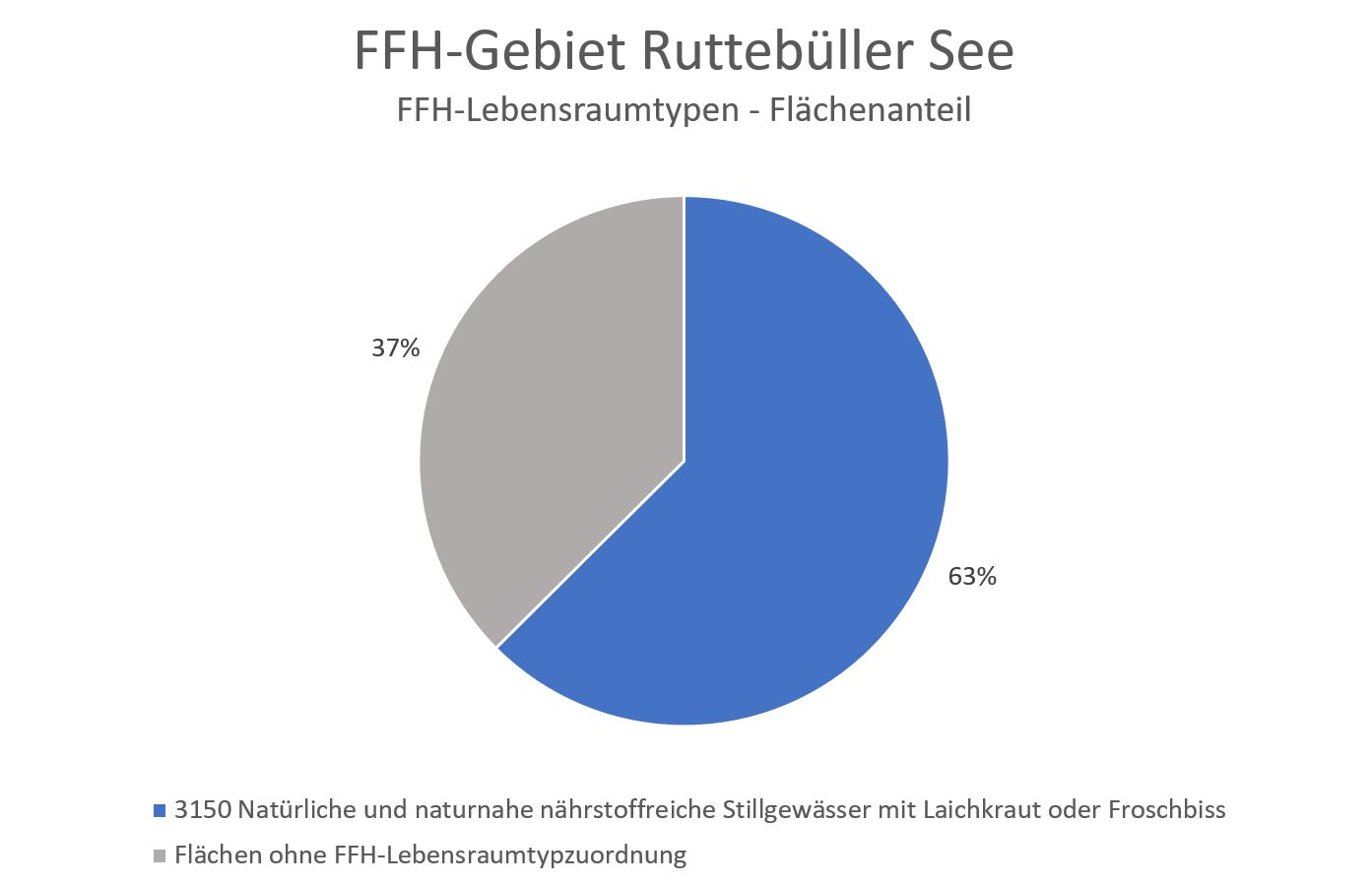
Diagramm 2: FFH-Lebensraumtypen

Laut Standard-Datenbogen vom Mai 2019 sind folgende FFH-Lebensraumtypen und Arten für das Gesamtgebiet als FFH-Erhaltungsgegenstände mit den entsprechenden Beurteilungen zum Gesamtzustand der Umweltbehörde der Europäischen Union gemeldet worden (Gebräuchliche Kurzbezeichnung (BfN)):
FFH-Lebensraumtypen nach Anhang I der EU-Richtlinie:
- 3150 Natürliche und naturnahe nährstoffreiche Stillgewässer mit Laichkraut oder Froschbiss-Gesellschaften (Gesamtbeurteilung B)[14]

FFH-Arten gemäß Artikel 4 der Richtlinie 2009/147/EG und Anhang II der Richtlinie 92/43/EWG:
- A688 Rohrdommel (Gesamtbeurteilung C)[15]
- A081 Rohrweihe (Gesamtbeurteilung C)[16]

## FFH-Erhaltungsziele
Aus den oben aufgeführten FFH-Erhaltungsgegenständen werden als FFH-Erhaltungsziele von besonderer Bedeutung die Erhaltung folgender Lebensraumtypen und Arten im FFH-Gebiet vom Ministerium für Energiewende, Landwirtschaft, Umwelt und ländliche Räume des Landes Schleswig-Holstein erklärt:
- 3150 Natürliche und naturnahe nährstoffreiche Stillgewässer mit Laichkraut oder Froschbiss-Gesellschaften

## FFH-Analyse und Bewertung
Das Kapitel FFH-Analyse und Bewertung im Managementplan beschäftigt sich unter anderem mit den aktuellen Gegebenheiten des FFH-Gebietes und den Hindernissen bei der Erhaltung und Weiterentwicklung der FFH-Lebensraumtypen. Die Ergebnisse fließen in den FFH-Maßnahmenkatalog ein.
Der Ruttebüller See ist durch den Eintrag von Nährstoffen aus den das FFH-Gebiet umgebenden intensiv landwirtschaftlich genutzten Flächen auf dänischer und deutscher Seite weiterhin gefährdet. Dies beruht auf Messergebnissen der dänischen Gewässerschutzbehörde. Das FFH-Gebiet hat die Nr. 49 in der Liste der FFH-Gebiete gemäß EG-Wasserrahmenrichtlinie RL 92/43/EWG mit dem Code DE_PH_1118-301 im Bewirtschaftungsplan für die Flussgebietseinheit Eider. Nähere Angaben zum chemischen und ökologischen Zustand des Ruttebüller Sees wurden mit Stand 30. Mai 2021 vom LLUR nicht veröffentlicht, da dieser nicht zu den berichtspflichtigen Seen gemäß EG-WRRL gehört.

## FFH-Maßnahmenkatalog
Der FFH-Maßnahmenkatalog im Managementplan führt neben den bereits durchgeführten Maßnahmen geplante Maßnahmen zur Erhaltung und Entwicklung der FFH-Lebensraumtypen im FFH-Gebiet an.
Bis 2017 wurden keine unmittelbaren Erhaltungsmaßnahmen durchgeführt. Für die Zeit danach wurden folgende Maßnahmen vorgeschlagen:
- 4 Erhaltungsmaßnahmen
- 2 weitergehende Entwicklungsmaßnahmen
- 1 sonstige Pflege und Entwicklungsmaßnahme

Ziel aller Maßnahmen ist die Reduzierung der Nährstoffgehalte im Boden sowie in den Gewässern durch extensive Beweidung der Grünlandflächen im Gebiet und Verhinderung des Eindringens von Nährstoffen aus der intensiven Landwirtschaft in der näheren Umgebung.

## FFH-Erfolgskontrolle und Monitoring der Maßnahmen
Eine FFH-Erfolgskontrolle und Monitoring der Maßnahmen findet in Schleswig-Holstein alle 6 Jahre statt. Die Ergebnisse des letzten Folgemonitorings wurden am 10. Februar 2012 in einem Textbeitrag und einer Kartensammlung veröffentlicht.